# Efrén Hernández (abogado)
Efrén Antonio Hernández Díaz (nacido en 1957) es un político y abogado colombiano, nacido en Bogotá.
Es miembro de una histórica familia casanareña, su padre Carlos Hernández Vargas, fue quien, como representante a la Cámara logró la escisión de Casanare del departamento de Boyacá en 1975, años después del fallecimiento de su hermano Luis Hernández Vargas. Efrén Hernández estudió Derecho en la Universidad Autónoma de Colombia en Bogotá, y ha realizado especializaciones en Planificación y Administración del Desarrollo Regional en la Universidad de Los Andes y Contratación Estatal en la Universidad Externado de Colombia.

## Carrera política
En 1992 inició su carrera política al ser elegido diputado de la Asamblea Departamental de Casanare, a nombre del Partido Liberal, convirtiéndose en el heredero de la tradición política de su familia. En 1995, tras finalizar su mandato como diputado, es designado Director Seccional de la Contraloría General de la República para el departamento de Casanare; en mayo de 1996 el Presidente Ernesto Samper lo designó Gobernador tras la destitución del mandatario Emiro Sossa y mientras se convocaba a unas nuevas elecciones; el 1 de julio de 1996 entregó el mando a Miguel Ángel Pérez. En octubre de 1997 Hernández fue elegido Alcalde de Yopal por un periodo de tres años, tomando posesión el 1 de enero de 1998. Durante su mandato como alcalde se destacan sus obras de vivienda social, la reubicación de la Terminal de Transportes de la ciudad, así como la consolidación de la Empresa de Acueducto y Alcantarillado y Teleorinoquia (empresa de telecomunicaciones del a ciudad). Sus esfuerzos por internacionalizar al departamento se ven reflejados en la atracción de inversión extranjera directa, como por ejemplo el capital chino utilizado para la conformación de Teleorinoquia, empresa de telecomunicaciones en Casanare.
En las elecciones legislativas de marzo de 2002, Hernández quedó tercero en la búsqueda de uno de los dos cupos de Casanare en la Cámara de Representantes, pero la corta diferencia a favor del candidato Javier Vargas Barragán (apenas 140 votos) lo incitan a solicitar ante el Consejo Electoral la revisión del escrutinio. En agosto de 2003, aún sin definirse la situación de la demanda, Hernández participó en la consulta de su partido para escoger candidato a la Gobernación de Casanare, pero es contundentemente derrotado por el exgobernador Miguel Ángel Pérez. En 2004 el Consejo Electoral decidió anular por irrgularidades algunas mesas de votación y el nuevo escrutinio le otorgó la curul parlamentaria a Hernández. Pese a la reducción de su periodo legislativo a la mitad (debía ejercer cuatro años, y solo le correspondieron dos), el nuevo congresista liberal logró destacarse en temas como la política de hidrocarburos y de regalías, que afectan directamente a Casanare. Asimismo llegó a ejercer como Presidente de la Comisión Segunda de la Cámara de Representantes. Sus excelentes capacidades y liderazgo innato le valen para ser reconocido en escenarios internacionales, incluso siendo parte de simposios, foros y encuentros mundiales en temas tan cruciales para el acontecer nacional como el crimen y el narcotráfico, además de materias más trascendentales como construcción y fortalecimiento de la democracia. En marzo de 2006 logró reelegirse como congresista.
Desde el año 2005 Hernández asumió como Presidente del Directorio Liberal de Casanare, y en octubre de 2006, a solicitud de los demás dirigentes liberales del departamento, decidió renunciar al Congreso para emprender la búsqueda de la Gobernación en las elecciones de octubre de 2007. Su candidatura ha sido objeto de fuertes polémicas, ya que, mientras de una parte es recordada su labor eficiente como alcalde y congresista, hay ciertos sectores que critican la forma como ha manejado al Partido Liberal, más específicamente la nominación de la terna de aspirantes que debía ser presentada para sustituir a Miguel Ángel Pérez en septiembre de 2006, y que solo estuvo conformada por personas del círculo más cercano a Hernández y con poca experiencia política; de ahí que haya sido acusado de utilizar al nuevo gobernador Whitman Porras para promover su candidatura. A la postre la campaña se polarizó entre Hernández y el candidato del Partido de la U Raúl Flórez, aún más luego de que la candidatura del inhabilitado exgobernador William Pérez fue anulada y adhirió a la postulación de Flórez. El 28 de octubre fue derrotado en las urnas por amplia mayoría por Raúl Flórez, quien casi lo duplicó en votación.
Fue candidato al Senado de la República por la lista del Partido Liberal en las pasadas elecciones parlamentarias del 14 de marzo de 2010. A pesar de no haber conseguido su asiento en la corporación, su votación le permite tener una posibilidad de acceder a la curul al haber quedado muy cerca del escaño 17 de los liberales si se presentan retiros voluntarios u obligados de los actuales congresistas.
| Predecesor: Rodrigo Alberto Chaparro Gómez | Alcalde de Yopal 1 de enero de 1998 al 31 de diciembre de 2000 | Sucesor: Braulio Castelblanco Vargas |

| Predecesor: Emiro Sossa Pacheco | Gobernador de Casanare 3 de mayo de 1996 al 1 de julio de 1996 | Sucesor: Miguel Ángel Pérez Suárez |

| Predecesor: Javier Vargas Barragán | Representante a la Cámara Circa 2004 al 31 de octubre de 2006 | Sucesor: Liliana Barón Caballero |

actualmente candidato a la gobernación otra vez, por el partido "ping" para los periodos 2012-2015, aunque con muchas capacidades y conocimientos lamentablemente su candidato a la alcaldía Luis Eduardo Castro no es el más querido por la comunidad al parecer el mejor aspirante a la alcaldía de Yopal es Willman Enrrique Celemín Cáceres.
En 2014 fue condenado a seis años de prisión porque la Corte Suprema consideró que existieron pruebas que permiten inferir en el delito de concierto para delinquir agravado. La Sala Penal de la Corte Suprema de Justicia lo condenó a 72 meses de prisión, en el proceso que se le adelantó por su participación en el delito de concierto para delinquir agravado. Es así que el alto tribunal determinó que existieron pruebas documentales y testimoniales para inferir la relación del excongresista con grupos paramilitares. Para la Corte, Hernández habría buscado apoyo de comandantes paramilitares para llegar al Capitolio Nacional en el año 2002. Para la Corte Suprema el exongresista buscó el apoyo del grupo comandado por alias ‘Martín Llanos’ en el departamento del Casanare. Los testigos aseguraron que todos los candidatos debían tener el aval del jefe de la Autodefensas Unidas Campesinas del Casanare (ACC).
Sin embargo, en su intervención ante el alto tribunal Hernández aseguró que incluso ‘Martín Llanos’ lo amenazó en repetidas oportunidades con el fin de que no pudiera hacer actividades políticas en Yopal y en diferentes municipios de la región. “Yo quería ser representante a la Cámara y él no quería que yo lo fuera. Él quería defender su estrategia electoral con sus candidatos”, precisó el condenado. En 2019 regresó al Congreso de la República, esta vez como asesor del también representante a la cámara por el departamento de Casanare Cesar Ortiz Zorro, convirtiéndose en pieza fundamental de la labor congresional de Ortiz.